# Romina Mura
Romina Mura (Sadali, 21 maggio 1970) è una politica italiana, deputata alla Camera per il Partito Democratico dal 2013 al 2022.

## Biografia
Nata a Sadali nel 1970, dopo aver conseguito la maturità scientifica, si trasferisce a Cagliari, dove si è laureata in scienze politiche, con indirizzo politico-amministrativo all'Università degli Studi di Cagliari.
A partire dal 2003 ha iniziato a lavorare come dipendente a Cagliari presso "Primaidea", società di consulenza strategica a privati e Pubblica Amministrazione, dove si è occupata di gestire risorse umane e dinamiche dello sviluppo locale, con fragilità e potenzialità dei territori, da cui è in aspettativa dal 2013.

## Attività politica

### Attività locale
Nel 1995 viene eletta consigliere comunale a Sadali, sua città natale, con il Partito Democratico della Sinistra (PDS).
Nel 1998 aderisce alla svolta di Massimo D'Alema dal PDS ai Democratici di Sinistra (DS) Nel 2000 diventa assessore ai servizi sociali, al bilancio e al personale del comune di Sadali nella giunta di Giovanni Melis, oltre a diventare assessore al turismo della comunità montana di Sarcidano-Barbagia Di Seulo, rimanendo in carica fino al 2005.
Nel 2007 è stata co-fondatrice del Partito Democratico.
Alle elezioni comunali in Sardegna del 2010 si candida a sindaco di Sadali, dove viene eletta e diventa la prima sindaca eletta direttamente dai cittadini, rimanendo in carica anche per un secondo mandato fino al 2020.

### Deputata nazionale
Alle elezioni politiche del 2013 viene candidata, ed eletta, alla Camera dei deputati, tra le liste del Partito Democratico nella circoscrizione Sardegna, dove nella XVII legislatura diventa componente della 9ª Commissione Trasporti, poste e telecomunicazioni della Camera.
Alle elezioni politiche del 2018 viene ricandidata nel collegio uninominale di Carbonia per la Camera, dove viene sconfitta dall'esponente del Movimento 5 Stelle Pino Cabras. Viene comunque rieletta deputata in virtù della candidatura nelle liste proporzionali del le liste del PD nella medesima circoscrizione. Nella XVIII legislatura diventa componente della 11ª Commissione Lavoro pubblico e privato e della Commissione parlamentare per la semplificazione.
Il 14 aprile 2021 diventa presidente della 11ª Commissione Lavoro della Camera dei deputati, dopo aver superato al ballottaggio il forzista Simone Baldelli battendolo con 23 voti favorevoli a 19, succedendo a Debora Serracchiani, che ha lasciato la guida della commissione di Montecitorio per diventare capogruppo del PD alla Camera. Alle elezioni politiche del 2022 è candidata in seconda posizione nel collegio plurinominale Sardegna 01 ma non è rieletta.
Terminata l'esperienza parlamentare, nel dicembre del 2023 lascia il PD dopo 16 anni e insieme ad altri fuoriusciti appoggia la candidatura di Renato Soru alle elezioni regionali del 25 febbraio 2024 candidandosi nella sua lista Progetto Sardegna per la circoscrizione di Cagliari.